# かみゆうべつ温泉
かみゆうべつ温泉（かみゆうべつおんせん）は、北海道紋別郡湧別町中湧別中町にある温泉。

## 泉質
- ナトリウム-炭酸水素塩泉
  - 源泉温度38℃、pH 7.8（弱アルカリ性）

## 温泉施設
2002年（平成14年）に開業した日帰り入浴施設「かみゆうべつ温泉チューリップの湯」が、道の駅かみゆうべつ温泉チューリップの湯内にある。
ジャグジー、寝湯、打たせ湯、露天風呂などがあり、加温濾過循環方式。

## アクセス
- 紋別空港からバスで約40分。
- JR北海道石北本線遠軽駅からバスで約30分。